# Estação Parque Real

A Estação Parque Real é parte do Metro do Porto. Localizada na cidade de Matosinhos, ela é servida pela linha A situada na zona do Parque de Real, em Matosinhos. Aquando da inauguração chamava-se Estação da Cruz de Pau.